# Goniapteryx snowi
Goniapteryx snowi là một loài bướm đêm trong họ Erebidae.